# Cosmia unicolor
Cosmia unicolor là một loài bướm đêm trong họ Noctuidae.